# Chartocerus rosanovi
Chartocerus rosanovi is een vliesvleugelig insect uit de familie Signiphoridae. De wetenschappelijke naam is voor het eerst geldig gepubliceerd in 1968 door Sugonjaev.